# Шествие золотых зверей
«Шествие золотых зверей» — советский художественный фильм 1978 года, снятый на киностудии «Мосфильм» режиссёром Теодором Вульфовичем.
Премьера фильма состоялась 19 марта 1979 года.

## Сюжет
Заканчиваются раскопки древнего поселения в Казахстане. В последний день экспедиции хранитель республиканского музея Зимин находит несколько женских украшений, среди которых диадема «Шествие золотых зверей». Зимин забирает находку домой. Позже диадему похищают, но Зимин не сообщает в милицию и решает самостоятельно расследовать кражу. От рук преступников погибает его возлюбленная, а сам Зимин оказывается в больнице. Вскоре милиция предотвращает исчезновение драгоценных находок.

## В ролях
- Игорь Ледогоров — Зимин
- Гражина Байкшите — Нина
- Николай Крюков — директор музея
- Владимир Балашов — Буддо
- Степан Бубнов — Баринов
- Людмила Гладунко — Юля
- Александр Коптев — Марат
- Маргарита Володина — Тамара Александрова
- Николай Прокопович — Усик
- Сергей Полежаев — Гелий
- Сергей Плотников — дед Столяр
- Сергей Приселков — Павлик
- Е. Долуханова — Маша
- Куаныш Симбин — Воробьёв
- Олег Фёдоров — Баженов
- В эпизодах:
- Георгий Всеволодов
- Сергей Волкош
- Анатолий Голик
- Алексей Добронравов
- Александра Данилова
- Алексей Зубов
- Юрий Капустин
- А. Медведев
- Александр Петров
- Зоя Степанова
- Ахмет Сулиев

## Съёмочная группа
- Авторы сценария: Юрий Домбровский, Теодор Вульфович
- Режиссёр-постановщик: Теодор Вульфович
- Оператор-постановщик: Михаил Демуров, Виктор Эпштейн
- Художник-постановщик: Борис Царёв
- Композитор: Моисей Вайнберг
- Звукооператор: Владимир Крачковский
- Режиссёр: Валерий Исаков
- Оператор: Юрий Володин
- Декоратор: Наталья Талицких
- Костюмы: Роза Сатуновская
- Гримёр: Е. Евсеева
- Монтажёр: Тамара Зуброва
- Ассистенты режиссёра: Т. Жидкова, А. Никонов
- Ассистент оператора: Григорий Верховский
- Оператор комбинированных съёмок: Александр Ренков
- Художник комбинированных съёмок: Зоя Морякова
- Мастер по свету: Евгений Парамонов
- Консультант: О. Обельченко, А. Трошков
- Музыкальный редактор: Раиса Лукина
- Дирижёр: Эмин Хачатурян
- Редактор: Нина Скуйбина
- Директор картины: Евгений Богданов

## Критика
Критик Всеволод Ревич в газете «Советская культура» так оценивал фильм: «…бывают случаи, когда человеку приходится действовать самостоятельно, и уж тут-то надо проявить отвагу, находчивость, умение. Увы, все эти возможности оказались в фильме нереализованными, второго „Белого солнца пустыни“ не получилось».